# Joonas Kemppainen
Joonas Kemppainen (* 7. dubna 1988, Kajaani) je finský hokejový útočník momentálně hrající ve finské nejvyšší hokejové lize za tým Kärpät Oulu. Finsko reprezentoval na MS 2015.